# Aphycus mesasiaticus
Aphycus mesasiaticus är en stekelart som beskrevs av Svetlana N. Myartseva 1979. Aphycus mesasiaticus ingår i släktet Aphycus och familjen sköldlussteklar.
Artens utbredningsområde är Turkmenistan. Inga underarter finns listade i Catalogue of Life.